# Raciąż (gromada w powiecie sierpeckim)
Raciąż (do 31 XII 1958 Kraszewo-Gaczułty) – dawna gromada, czyli najmniejsza jednostka podziału terytorialnego Polskiej Rzeczypospolitej Ludowej w latach 1954–1972.
Gromady, z gromadzkimi radami narodowymi (GRN) jako organami władzy najniższego stopnia na wsi, funkcjonowały od reformy reorganizującej administrację wiejską przeprowadzonej jesienią 1954 do momentu ich zniesienia z dniem 1 stycznia 1973, tym samym wypierając organizację gminną w latach 1954–1972.
Gromadę Raciąż siedzibą GRN w mieście Raciążu (nie wchodzącym w jej skład) utworzono 1 stycznia 1959 w powiecie sierpeckim w woj. warszawskim w związku z przeniesieniem siedziby GRN gromady Kraszewo-Gaczułty z Kraszewa-Gaczułt do Raciąża i zmianą nazwy jednostki na gromada Raciąż.
31 grudnia 1959 do gromady Raciąż przyłączono miejscowość Folwark Raciąż z miasta Raciąż oraz wsie Osowa, Pólka i Raciąż ze znoszonej gromady Krzeczanowo w tymże powiecie.
Gromada przetrwała do końca 1972 roku, czyli do kolejnej reformy gminnej. 1 stycznia 1973 w powiecie sierpeckim reaktywowano zniesioną w 1954 roku gminę Raciąż (od 1999 gmina Raciąż znajduje się w powiecie płońskim).